# Pequeñas coincidencias
Pequeñas coincidencias es la primera serie de televisión española original de Amazon Prime Video. Se trata de una comedia romántica creada por Javier Veiga (quien también la coprotagoniza con Marta Hazas) y producida por Atresmedia Studios, Onza y MedioLimón. Fue estrenada en la plataforma de vídeo bajo demanda el 7 de diciembre de 2018 y, el 2 de septiembre de 2019 se estrenó en abierto en Antena 3.
El 26 de mayo de 2019 se confirmó la renovación de la serie para una segunda temporada que se estrenó el 15 de enero de 2020 en la plataforma Amazon Prime Video.
En mayo de 2020 se renovó la serie para una tercera y última temporada, la cual se estrenó el 5 de febrero de 2021.

## Trama
La serie sigue la relación entre dos individuos que aún no se han conocido de nada, pero que están buscando a su media naranja: un crítico gastronómico que disfruta al máximo de su vida de soltero hasta que llega su hermano divorciado a su hogar, y una diseñadora de vestidos de novia que se echa un nuevo novio cada cierto período de tiempo.

## Reparto

### 1ª temporada

#### Reparto principal
- Marta Hazas - Marta Valdivia [7]
- Javier Veiga - Javier "Javi" Rubirosa
- Mariano Peña[8] - Joaquín Valdivia
- Unax Ugalde - Mario Pachón [9]
- Juan Ibáñez - Ignacio "Nacho" Rubirosa [10]
- Alicia Rubio - Elisa
- Tomás Pozzi - David Sampietro
- Xosé A. Touriñán - Rafa
- Juan López-Tagle - Giovanni
- Marta Castellote - Carla
- Alosian Vivancos - Diego Valdivia
- José Troncoso - Josemi Valdivia
- Lucía Balas - Niña
- Álvaro Balas - Niño

#### Con la participación de
- Lara de Miguel - Ligue de Javier (Episodio 1)
- Ricard Sales - Miguel (Episodio 1)
- Silvia Rey (Episodio 1)
- Verónika Moral - Cita de Javier(Episodio 1)
- Cristóbal Suárez - Cita de Marta (Episodio 1)
- Alberto Veiga (Episodio 1)
- Luján Sánchez (Episodio 1)
- Iván González - Sobrino de Marta(Episodio 1)
- Aroa Ortigosa - Anita (Episodio 1)
- Natalia Hernández (Episodio 2)
- Cristina Pons (Episodio 2)
- Maribel Vitar (Episodio 2)
- Silvia Maya (Episodio 2)
- Elvira Cuadrupani - Veterinaria (Episodio 2)
- Agus Ruiz (Episodio 2)
- Rosana del Carpio (Episodio 2)
- Ramón Langa (Episodio 2)
- Gema Carballedo (Episodio 2)
- Rober Bodegas - César (Episodio 5)
- David Amor (Episodio 5)
- Miguel Lago - Cuñado de Javi (Episodio 5)
- Celia de Molina - Cuñada de Javi (Episodio 5)
- María Alfonsa Rosso - Abuela de Andrea (Episodio 5)

#### Con la colaboración de
- Eduardo Antuña - Taxista (Episodio 1; Episodio 5 - Episodio 6)
- Ana Risueño - Paty (Episodio 2)
- Alfonso Bassave - Ricky [11] (Episodio 2)
- Bárbara Santa Cruz - Sofía (Episodio 2; Episodio 6)
- Marta Torné - Doctora Pons (Episodio 3)
- Roberto San Martín - Amigo de Giovanni (Episodio 3)
- Ana Cerdeiriña - Hermana de Tony (Episodio 3)
- Lydia Ramírez - Renata (Episodio 4)
- Carolina Lapausa - Andrea (Episodio 4 - Episodio 5)
- Enrique Villén - Vicente (Episodio 5 - Episodio 6; Episodio 8)
- Fele Martínez - Stefano (Episodio 6)
- Iñaki Miramón - Metre del Restaurante (Episodio 6)
- Marta González de Vega (Episodio 6)
- Kira Miró - Dependienta[12] (Episodio 8)
- Chani Martín (Episodio 8)
- Loles León - Marieta (Episodio 8)

### 2ª temporada

#### Reparto principal
- Marta Hazas - Marta Valdivia
- Javier Veiga - Francisco Javier "Javi" Rubirosa
- Mariano Peña - Joaquín Valdivia
- Fele Martínez - Doctor Frutos
- Juan Ibáñez - Ignacio "Nacho" Rubirosa
- Alicia Rubio - Elisa
- Tomás Pozzi - David Sampietro
- Xosé Touriñán - Rafael José "Rafa"
- José Troncoso - José Miguel "Josemi" Valdivia
- Juan López-Tagle - Giovanni Castiglione
- Marta Santandreu - Miriam García Ocaña
- Sabrina Praga - Claudia Sampietro
- Lucía Balas - Niña
- Álvaro Balas - Niño

#### Reparto episódico

##### Con la participación de
- Marta Castellote - Carla (Episodio 1)
- Alosian Vivancos - Diego Valdivia (Episodio 1)
- Álvaro Roig - Julio (Episodio 1; Episodio 8)
- Adriana Espina - Manuela (Episodio 1; Episodio 9)
- Ramón Merlo (Episodio 2)
- Baldo Vega - Camionero (Episodio 2)
- Yolanda Vega - Madre colegio (Episodio 3)
- Alberto Casado - Padre urbanización (Episodio 3)
- Ángela Chica - Pediatra (Episodio 3)
- Javier Balas - Profesor colegio (Episodio 3)
- Alberto Sánchez (Episodio 3)
- Sergio Rey - Marquitos (Episodio 3)
- Carmen Esteban - Mercedes (Episodio 3; Episodio 5)
- Erdem Tsydypov - Paco (Episodio 4 - Episodio 5; Episodio 12)
- Dylan Tello (Episodio 6)
- Ana Urosa (Episodio 6)
- Lara Palao (Episodio 6)
- Eduardo Antuña - Guía Museo (Episodio 9)
- Iván Cooper (Episodio 9)
- Misael Hernández Pino - Reinaldo (Episodio 9 - Episodio 10)
- Elvira Cuadrupani - Veterinaria (Episodio 10)
- Susana Hernáiz (Episodio 10)
- Juan González (Episodio 10)
- Juanma Diez - Cita de Marta (Episodio 11)
- Nuria Sánchez (Episodio 12)
- Olga Margallo - Azafata de vuelo (Episodio 12)
- Marta G. de Vega (Episodio 12)
- Silvia Vacas - Repartidora (Episodio 12)
- Francisco García - Padre de Claudia (Episodio 12)
- Pilar Parra - Madre de Claudia (Episodio 12)

##### Con la colaboración especial de
- María Barranco - Amparo (Episodio 1; Episodio 3; Episodio 6; Episodio 10 - Episodio 11)
- Loles León - Marieta (Episodio 1; Episodio 5; Episodio 8 - Episodio 9)
- Pepa Rus - Carolina (Episodio 2)
- Ramón Langa - Jesús Rubirosa (Episodio 3 - Episodio 7; Episodio 9 - Episodio 10; Episodio 12)
- Adrián Lastra - Cita de Marta (Episodio 8)
- Cristina Pedroche - Cita de Javi (Episodio 8)
- Teresa Hurtado de Ory - Rubita (Episodio 8; Episodio 10)
- Mauricio Ochmann - Lorenzo Cuervo (Episodio 9 - Episodio 10)
- Jesús Vidal - Marcial (Episodio 11 - Episodio 12)
- Víctor Ullate Roche (Episodio 12)
- Antonio Muñoz de Mesa - Piloto (Episodio 12)

### 3ª temporada

#### Reparto principal
- Marta Hazas - Marta Valdivia
- Javier Veiga - Francisco Javier "Javi" Rubirosa
- Mariano Peña - Joaquín Valdivia
- Juan Ibáñez - Ignacio "Nacho" Rubirosa
- Alicia Rubio - Elisa
- Iván Sánchez - Alejandro "Álex" del Pino
- José Troncoso - José Miguel "Josemi" Valdivia
- Tomás Pozzi - David Sampietro
- Xosé Touriñán - Rafael José "Rafa"
- Juan López-Tagle - Giovanni Castiglione
- Sabrina Praga - Claudia Sampietro
- Erdem Tsydypov - Paco
- Lucía Balas - Niña
- Álvaro Balas - Niño
- Dylan Fillmore - Cristóbal, hijo de Marta y de Javi (Episodio 6 - Episodio 10)

#### Reparto episódico

##### Con la participación de
- Ana Gracia - Abogada (Episodio 1)
- Marta Castellote - Carla (Episodio 1)
- Carlos Sobera - Comprador (Episodio 1)
- Patricia Santamaría - Compradora (Episodio 1)
- Aurora Sánchez - Camarera (Episodio 1; Episodio 4; Episodio 6; Episodio 9 - Episodio 10)
- Ismael Fritschi - Ginecólogo (Episodio 3)
- Sebas Fernández - Camarero (Episodio 3)
- Angy Fernández - Marta (Episodio 3 - Episodio 5; Episodio 9)
- Gerald B. Fillmore - Javi (Episodio 3 - Episodio 5; Episodio 9)
- Ledicia Sola - Sara (Episodio 4)
- Yibing Cao - Macarena (Episodio 5)
- David Amor - Vagabundo (Episodio 5)
- Manuel Millán - Posible Padre (Episodio 6)
- Marta Santandreu - Miriam García Ocaña (Episodio 7 - Episodio 9)
- Marta Larralde - Crítica gastronómica (Episodio 7)
- Fermí Herrero - Ramón Carpintero (Episodio 7 - Episodio 8; Episodio 10)
- Rodrigo Posión - Policía (Episodio 9)
- Greta Aragonés - ¿? (Episodio 9)
- Fernando Acevedo - ¿? (Episodio 9)
- Eduardo Antuña - ¿? (Episodio 10)

##### Con la colaboración especial de
- Loles León - Marieta (Episodio 1; Episodio 3 - Episodio 4; Episodio 7)
- Ramón Langa - Jesús Rubirosa (Episodio 1; Episodio 3; Episodio 7 - Episodio 8; Episodio 10)
- Damián Mollá - Piloto (Episodio 2; Episodio 6; Episodio 9)
- Jesús Vidal - Marcial (Episodio 2; Episodio 5)
- Mago More - Urólogo (Episodio 2)
- Marcos Pereiro - Piloto (Episodio 2)
- Suso Veiga - ¿? (Episodio 4)
- Millán Salcedo - Mujer José Manuel (Episodio 4 - Episodio 5)
- Iñaki Miramón - José Manuel García (Episodio 4 - Episodio 5)
- Fernando Conde - Juez (Episodio 5)
- Mafalda Carbonell - Hija de Álex (Episodio 5; Episodio 8; Episodio 10)
- Santi Rodríguez - Ligue de Marieta (Episodio 6)
- Alexandra Restrepo - Fernanda (Episodio 6)

## Tabla de personajes

### Principales
Señal:      = Principales (Protagonistas)
Señal:      = Recurrentes
Señal:       = Apariciones especiales/Cameo
| Marta Hazas           | Marta Valdivia           | 8 | 12 | 10 | 30 |
| Javier Veiga          | Javier Rubirosa          | 8 | 12 | 10 | 30 |
| Mariano Peña          | Joaquín Valdivia         | 8 | 12 | 10 | 30 |
| Unax Ugalde           | Mario Pachón             | 8 | -  | -  | 8  |
| Juan Ibáñez           | Ignacio "Nacho" Rubirosa | 8 | 12 | 10 | 30 |
| Alicia Rubio          | Elisa                    | 8 | 12 | 10 | 30 |
| Tomás Pozzi           | David Sampietro          | 8 | 12 | 10 | 30 |
| Xosé Antonio Touriñán | Rafa                     | 8 | 12 | 10 |    |
| Juan López-Tagle      | Giovanni Castiglione     | 8 | 9  | 10 | 27 |
| Marta Castellote      | Carla                    | 8 | 1  | 1  | 10 |
| Alosian Vivancos      | Diego Valdivia           | 8 | 1  | -  | 9  |
| José Troncoso         | Josemi Valdivia          | 8 | 12 | 10 | 30 |
| Lucía Balas           | Niña                     | 8 | 12 | 10 | 30 |
| Álvaro Balas          | Niño                     | 8 | 12 | 10 | 30 |
| Fele Martínez         | Doctor Frutos            | 1 | 12 | -  | 13 |
| Marta Sanandreu       | Míriam García Ocaña      | - | 4  | 3  | 7  |
| Sabrina Praga         | Claudia Sampietro        | - | 6  | 10 | 16 |
| Iván Sánchez          | Álex del Pino            | - | -  | 10 | 10 |
| Erdem Tsydypov        | Paco                     | - | 3  | 10 | 13 |
| Dylan Fillmore        | Cristóbal                | - | -  | 5  | 5  |

#### Personajes recurrentes
| Intérprete         | Personaje                       | Temporada  | Temporada  | Temporada  |
| Intérprete         | Personaje                       | 1          | 2          | 3          |
| ------------------ | ------------------------------- | ---------- | ---------- | ---------- |
| Eduardo Antuña     | Taxista / Guía museo / Camarero | Recurrente | Invitado   | Invitado   |
| Carolina Lapausa   | Andrea                          | Recurrente |            |            |
| Enrique Villén     | Vicente                         | Recurrente |            |            |
| Iñaki Miramón      | José Manuel García              | Invitado   |            | Recurrente |
| Loles León         | Marieta                         | Invitado   | Recurrente | Recurrente |
| María Barranco     | Amparo                          |            | Recurrente |            |
| Ramón Langa        | Jesús Rubirosa                  |            | Recurrente | Recurrente |
| Jesús Vidal        | Marcial                         |            | Recurrente | Recurrente |
| Aurora Sánchez     | Camarera                        |            |            | Recurrente |
| Angy Fernández     | Marta                           |            |            | Recurrente |
| Gerald B. Fillmore | Javi                            |            |            | Recurrente |
| Fermí Herrero      | Ramón Carpintero                |            |            | Recurrente |
| Damián Mollá       | Piloto                          |            |            | Recurrente |
| Mafalda Carbonell  | Hija de Álex                    |            |            | Recurrente |

## Episodios
| Temporada | Temporada | Episodios | Lanzamiento            |
| --------- | --------- | --------- | ---------------------- |
|           | 1         | 8         | 7 de diciembre de 2018 |
|           | 2         | 12        | 15 de enero de 2020    |
|           | 3         | 10        | 5 de febrero de 2021   |

## Temporada 1
| N.º | Título                   | Dirigido por                 | Escrito por                                                                    | Fecha de estreno en Antena 3 | Fecha de estreno en Prime Video | Audiencia en Antena 3 |
| --- | ------------------------ | ---------------------------- | ------------------------------------------------------------------------------ | ---------------------------- | ------------------------------- | --------------------- |
| 1   | «Por los pelos»          | Mario Montero y Javier Veiga | Javier Veiga y Marta G. de Vega                                                | 2 de septiembre de 2019      | 7 de diciembre de 2018          | 2 275 000 (15,8%)     |
| 2   | «Amores perrunos»        | Mario Montero y Javier Veiga | Javier Veiga                                                                   | 2 de septiembre de 2019      | 7 de diciembre de 2018          | 1 482 000 (16,3%)     |
| 3   | «Amigos hasta la muerte» | Miguel Conde y Javier Veiga  | Javier Veiga                                                                   | 10 de septiembre de 2019     | 7 de diciembre de 2018          | 1 218 000 (9,2%)      |
| 4   | «Noche de San Juan»      | Miguel Conde y Javier Veiga  | Javier Veiga y María Miranda                                                   | 10 de septiembre de 2019     | 7 de diciembre de 2018          | 810 000 (9,3%)        |
| 5   | «Dejarse llevar»         | Mario Montero y Javier Veiga | Javier Veiga, Abraham Sastre y Germán Aparicio                                 | 18 de septiembre de 2019     | 7 de diciembre de 2018          | 968 000 (7,4%)        |
| 6   | «Dime que me quede»      | Miguel Conde y Javier Veiga  | Javier Veiga, Cristina Pons y Alonso Laporta                                   | 18 de septiembre de 2019     | 7 de diciembre de 2018          | 568 000 (7,7%)        |
| 7   | «Asuntos pendientes»     | Miguel Conde y Javier Veiga  | Javier Veiga, Cristina Pons, Abraham Sastre, Gerald Fillmore y Daniel Monedero | 25 de septiembre de 2019     | 7 de diciembre de 2018          | 465 000 (7,1%)        |
| 8   | «El des-enlace»          | Mario Montero y Javier Veiga | Javier Veiga y Gerald Fillmore                                                 | 2 de octubre de 2019         | 7 de diciembre de 2018          | 455 000 (6,2%)        |

## Temporada 2
| N.º | Título                        | Dirigido por                                                         | Escrito por                                                                         | Fecha de estreno en LaSexta | Fecha de estreno en Prime Video | Audiencia en LaSexta |
| --- | ----------------------------- | -------------------------------------------------------------------- | ----------------------------------------------------------------------------------- | --------------------------- | ------------------------------- | -------------------- |
| 9   | «Un pasito adelante»          | Miguel Conde y Javier Veiga                                          | Javier Veiga, Cristina Pons, Gerald Fillmore y Antonio Muñoz de Mesa                | 4 de agosto de 2022         | 15 de enero de 2020             | 458 000 (4,8%)       |
| 10  | «Pretty kiwis»                | Miguel Conde y Javier Veiga                                          | Javier Veiga, Cristina Pons, Gerald Fillmore y Antonio Muñoz de Mesa                | 4 de agosto de 2022         | 15 de enero de 2020             | 400 000 (5,9%)       |
| 11  | «Mi casa es tu casa»          | Miguel Conde y Javier Veiga                                          | Javier Veiga, Cristina Pons, Gerald Fillmore y Antonio Muñoz de Mesa                | 10 de agosto de 2022        | 15 de enero de 2020             | 323 000 (3,7%)       |
| 12  | «Niñata»                      | Miguel Conde y Javier Veiga                                          | Javier Veiga, Cristina Pons, Gerald Fillmore y Antonio Muñoz de Mesa                | 10 de agosto de 2022        | 15 de enero de 2020             | 255 000 (4,3%)       |
| 13  | «Rutinas»                     | Miguel Conde y Javier Veiga                                          | Javier Veiga, Cristina Pons, Gerald Fillmore y Antonio Muñoz de Mesa                | 11 de agosto de 2022        | 15 de enero de 2020             | 349 000 (3,9%)       |
| 14  | «Es mejor que no lo veas»     | Javier Veiga, Cristina Pons, Gerald Fillmore y Antonio Muñoz de Mesa | Javier Veiga, Cristina Pons y Alonso Laporta                                        | 11 de agosto de 2022        | 15 de enero de 2020             | 255 000 (4,3%)       |
| 15  | «Tú no me conoces»            | Miguel Conde y Javier Veiga                                          | Javier Veiga, Alberto López, Cristina Pons, Gerald Fillmore y Antonio Muñoz de Mesa | 18 de agosto de 2022        | 15 de enero de 2020             | 309 000 (3,4%)       |
| 16  | «Ritual de desamarre»         | Miguel Conde y Javier Veiga                                          | Javier Veiga, Alberto López, Cristina Pons, Gerald Fillmore y Antonio Muñoz de Mesa | 18 de agosto                | 15 de enero de 2020             | 207 000 (3,4%)       |
| 17  | «Amor al arte»                | Miguel Conde y Javier Veiga                                          | Javier Veiga, Cristina Pons, Gerald Fillmore y Antonio Muñoz de Mesa                | 25 de agosto de 2022        | 15 de enero de 2020             | 352 000 (3,8%)       |
| 18  | «Polinizar»                   | Miguel Conde y Javier Veiga                                          | Javier Veiga, Cristina Pons, Gerald Fillmore y Antonio Muñoz de Mesa                | 25 de agosto de 2022        | 15 de enero de 2020             | 249 000 (4,0%)       |
| 19  | «El diario de una boda»       | Miguel Conde y Javier Veiga                                          | Javier Veiga, Cristina Pons, Gerald Fillmore y Antonio Muñoz de Mesa                | 1 de septiembre de 2022     | 15 de enero de 2020             | —                    |
| 20  | «Así no acaban las películas» | Miguel Conde y Javier Veiga                                          | Javier Veiga, Cristina Pons, Gerald Fillmore y Antonio Muñoz de Mesa                | 1 de septiembre de 2022     | 15 de enero de 2020             | —                    |

### Temporada 3
| N.º en serie | N.º en temp. | Título                   | Dirigido por | Escrito por                                                          | Fecha de lanzamiento original |
| ------------ | ------------ | ------------------------ | ------------ | -------------------------------------------------------------------- | ----------------------------- |
| 21           | 1            | «Volver, volver...»      | —            | Javier Veiga, Cristina Pons, Gerald Fillmore y Antonio Muñoz de Mesa | 5 de febrero de 2021          |
| 22           | 2            | «Mudanzas»               | —            | Javier Veiga, Cristina Pons, Gerald Fillmore y Antonio Muñoz de Mesa | 5 de febrero de 2021          |
| 23           | 3            | «Antojos»                | —            | Javier Veiga, Cristina Pons, Gerald Fillmore y Antonio Muñoz de Mesa | 5 de febrero de 2021          |
| 24           | 4            | «La patadita»            | —            | Javier Veiga, Cristina Pons, Gerald Fillmore y Antonio Muñoz de Mesa | 5 de febrero de 2021          |
| 25           | 5            | «La pedicura»            | —            | Javier Veiga, Cristina Pons, Gerald Fillmore y Antonio Muñoz de Mesa | 5 de febrero de 2021          |
| 26           | 6            | «Déjate ayudar»          | —            | Javier Veiga, Cristina Pons, Gerald Fillmore y Antonio Muñoz de Mesa | 5 de febrero de 2021          |
| 27           | 7            | «La crítica»             | —            | Javier Veiga, Cristina Pons, Gerald Fillmore y Antonio Muñoz de Mesa | 5 de febrero de 2021          |
| 28           | 8            | «El semental»            | —            | Javier Veiga, Cristina Pons, Gerald Fillmore y Antonio Muñoz de Mesa | 5 de febrero de 2021          |
| 29           | 9            | «En el nombre del padre» | —            | Javier Veiga, Cristina Pons, Gerald Fillmore y Antonio Muñoz de Mesa | 5 de febrero de 2021          |
| 30           | 10           | «Marta y Javi»           | —            | Javier Veiga, Cristina Pons, Gerald Fillmore y Antonio Muñoz de Mesa | 5 de febrero de 2021          |